# Trachycephalus mambaiensis
Trachycephalus mambaiensis är en groddjursart som beskrevs av Cintra, Silva, Silva, Garcia och Zaher 2009. Trachycephalus mambaiensis ingår i släktet Trachycephalus och familjen lövgrodor. Inga underarter finns listade i Catalogue of Life.